# Войбуж
Войбуж (пол. Wojbórz, нім. Gabersdorf) — село в Польщі, у гміні Клодзко Клодзького повіту Нижньосілезького воєводства.
Населення — 1097 осіб (2011).
У 1975-1998 роках село належало до Валбжиського воєводства.

## Демографія
Демографічна структура станом на 31 березня 2011 року:
|          | Загалом | Допрацездатний вік | Працездатний вік | Постпрацездатний вік |
| -------- | ------- | ------------------ | ---------------- | -------------------- |
| Чоловіки | 558     | 113                | 406              | 39                   |
| Жінки    | 539     | 117                | 321              | 101                  |
| Разом    | 1097    | 230                | 727              | 140                  |